# Слађан Окиљ
Слађан Окиљ — Зенга (Вареш, 19. априла 1974 — кота Жуч код Вогошће, 23. октобар 1993) био је војник и један од најмлађих одликованих бораца Војске Републике Српске у Одбрамбено-отаџбинском рату. Одликован је златном медаљом за храброст „Гаврило Принцип“.

## Биографија
Слађан је рођен 19. априла 1974. године у Варешу од оца Николе и мајке Мирославе Окиљ. Основну школу, као и аутомеханичарски занат кроз средње образовање завршио је такође у свом родном Варешу.
Као средњошколац активно се бавио спортом, наступајући најпре у кадетском, а затим и у јуниорском саставу локалног фудбалског клуба на позицији центарфора. Због свог талента брзо је запажен и од челника већих клубова из фудбалске лиге Босне и Херцеговине, а због свог специфичног начина играња стекао је и надимак Зенга, по тада чувеном италијанском голману Валтеру Зенги.

### Ратно искуство
Почетак рата у Босни и Херцеговини се брзо пренио и на дотад изразито мултиетнички Вареш. За Слађана је то значило, не само прекид спортске каријере, већ прекид и школовања и напуштање родног огњишта. Заједно са родитељима 15. маја 1992. године, Слађан прелази у Семизовац код Вогошће, који се налазио под контролом српских снага, гдје Окиљи проналазе привремени дом. Због наступајуће офанзиве муслиманских снага на Илијаш и Вогошћу, иако малољетан, Слађан приступа Војсци Републике Српске.
Најпре као борац Илијашке пјешадинске бригаде, а затим и посебног Интервентно—диверзантског вода из Семизовца Слађо или Зенга, како су га звали саборци, се брзо показао као способан војник и храбар младић. Због показане храбрости, убрзо постаје и командир овог интервентног вода. Током борби, он би се пузећи привлачио непријатељским рововима и засипао би их бомбама. У офанзиви коју су муслиманске снаге извела крајем октобра 1992. године, на позицији Љубина, Окиљ се сувише близу приближио непријатељу и био је рањен. Тада га је спасио један од његових сабораца.
Крајем јула 1993. године, српске снаге покрећу операцију „Прстен“ у циљу овладавања котом 830 и Голим брдом. Према свједочењу сабораца, Окиљ је у овој акцији показао сву своју вјештину, а врхунац је био кад се током борбе попео на муслимански тенк и убацио бомбу у кабину тенка, којом је елиминисао посаду. Након освајања положаја, Зенга је са групом бораца из Илијаша претрчао цијелом дужином освојене линије, носећи српску ратну заставу и спустивши се преко Јежева отишао у Вогошћу да објави успјех српских бораца.
Због овог другог чина млади Окиљ је најпре критикован од стране бригаде, а затим и похваљен због храброг подвига којим је уништен непријатељски тенк. Као награду за овај подвиг командант главног штаба ВРС генерал Ратко Младић му је због показане храбрости додјелио пиштољ, а предсједник Републике Српске, Радован Караџић га је одликовао златном медаљом за храброст „Гаврило Принцип“.
У новој офанзиви коју су муслиманске снаге извеле поново на брдо Жуч, Окиљ је погинуо 23. октобра 1993. године. Сахрањен је на Војничком спомен гробљу Мали Зејтинлик на Сокоцу.